# Pseudbarydia schausi
Pseudbarydia schausi är en fjärilsart som beskrevs av Druce 1890. Pseudbarydia schausi ingår i släktet Pseudbarydia och familjen nattflyn. Inga underarter finns listade i Catalogue of Life.